# Biedubnie
Biedubnie (lit. Bedugnė) − wieś na Litwie, w rejonie solecznickim, 4 km na północny zachód od Turgieli, zamieszkana przez 36 ludzi. Przed II wojną światową w Polsce, w powiecie wileńsko-trockim województwa wileńskiego.